# Discografia delle All Saints
Questa pagina contiene la discografia delle All Saints, gruppo musicale britannico che ha pubblicato, a partire dal 1997, tre album di inediti, un album di remix, una raccolta e quattordici singoli, tra la London Records e la Parlophone.

## Album
| Anno | Informazioni | Certificazioni                                                |
| ---- | --- | ------------------------------------------------------------- |
| 1997 | All Saints - Primo album - Pubblicato: 24 novembre 1997 - Etichetta: London Records - Produttori: K-Gee, Johnny Douglas, Nellee Hooper, Cameron McVey, Magnus Fiennes                         | Certificazione BPI: 5× platinum Certificazione RIAA: Platinum |
| 1998 | The Remix Album - Album di remix - Pubblicato: 29 dicembre 1998 - Etichetta: London Records - Produttori: K-Gee, Johnny Douglas, Nellee Hooper, Cameron McVey, Magnus Fiennes                 |                                                               |
| 2000 | Saints & Sinners - Secondo album - Pubblicato: 14 ottobre 2000 - Etichetta: London Records - Produttori: K-Gee, William Orbit, Stuart Zender, Johnny Douglas, Femi Fem                        | Certificazione BPI: 2× platinum                               |
| 2001 | All Hits - Raccolta - Pubblicato: 5 novembre 2001 - Etichetta: London Records - Produttori: K-Gee, Johnny Douglas, Nellee Hooper, Cameron McVey, Magnus Fiennes, William Orbit, Artful Dodger | Certificazione BPI: Gold                                      |
| 2006 | Studio 1 - Terzo album - Pubblicato: 13 novembre 2006 - Etichetta: Parlophone - Produttori: K-Gee, Greg Kurstin, Rick Nowels, The Amsterdamagers, Nicky Santoro                               | Certificazione BPI: Gold                                      |
| 2010 | Pure Shores: The Very Best of All Saints - Raccolta - Pubblicato: 27 settembre 2010 - Etichetta: - Produttori:                                                                                | Certificazione BPI:                                           |

## Singoli
| Anno | Singolo                             | Classifiche | Classifiche | Classifiche | Classifiche | Classifiche | Classifiche | Classifiche | Classifiche | Album            |
| Anno | Singolo                             | UK          | IRL         | SE          | SUI         | U.S.        | CAN         | AUS         | NZ          | Album            |
| ---- | ----------------------------------- | ----------- | ----------- | ----------- | ----------- | ----------- | ----------- | ----------- | ----------- | ---------------- |
| 1995 | "Silver Shadow"                     | —           | —           | —           | —           | —           | —           | —           | —           | Single-only      |
| 1995 | "Let's Get Started"                 | —           | —           | —           | —           | —           | —           | —           | —           | Single-only      |
| 1997 | "I Know Where It's at"              | 4           | 19          | 37          | 25          | 36          | 2           | 12          | —           | All Saints       |
| 1997 | "Never Ever"                        | 1           | 2           | 3           | 4           | 4           | 4           | 1           | 1           | All Saints       |
| 1998 | "Under the Bridge / Lady Marmalade" | 1           | 3           | 16          | 24          | —           | 11          | 5           | —           | All Saints       |
| 1998 | "Bootie Call"                       | 1           | 9           | 31          | —           | —           | —           | 40          | —           | All Saints       |
| 1998 | "War of Nerves"                     | 7           | 21          | —           | —           | —           | —           | —           | 50          | All Saints       |
| 2000 | "Pure Shores"                       | 1           | 1           | 10          | 6           | —           | 35          | 4           | 2           | Saints & Sinners |
| 2000 | "Black Coffee"                      | 1           | 6           | 8           | 28          | —           | —           | 20          | 7           | Saints & Sinners |
| 2001 | "All Hooked Up"                     | 7           | 18          | —           | 96          | —           | —           | 52          | 50          | Saints & Sinners |
| 2006 | "Rock Steady"                       | 3           | 15          | 41          | 37          | —           | —           | 98          | 38          | Studio 1         |
| 2007 | "Chick Fit"                         | 256         | —           | —           | —           | —           | —           | —           | —           | Studio 1         |

"—" significa che il singolo è stato pubblicato ma non è entrato in classifica.

## B-side
| Anno | Titolo                                       | Contenuto in                        |
| ---- | -------------------------------------------- | ----------------------------------- |
| 1997 | "I Remember"                                 | "Never Ever"                        |
| 1998 | "No More Lies"                               | "Under the Bridge / Lady Marmalade" |
| 1998 | "Get Bizzy"                                  | "Under the Bridge / Lady Marmalade" |
| 1998 | "Get Down"                                   | "Bootie Call"                       |
| 1998 | "Inside"                                     | "War of Nerves"                     |
| 1998 | "Always Something There To Remind Me (Live)" | "War of Nerves"                     |
| 2000 | "If You Don't Know What I Know"              | "Pure Shores"                       |
| 2001 | "Black Coffee (Version 2)"                   | "All Hooked Up"                     |
| 2006 | "Dope Noize"                                 | "Rock Steady"                       |
| 2006 | "Do Me"                                      | "Rock Steady"                       |
| 2007 | "You Don't Know Me"                          | "Chick Fit"                         |
| 2007 | "I Need a Remedy"                            | "Chick Fit"                         |

## Altre canzoni
Queste canzoni non sono apparse su un album pubblicato dalle All Saints.
| Anno | Canzone          |
| ---- | ---------------- |
| 1998 | "Never Too Late" |
| 2006 | "Sexy"           |

## Altre pubblicazioni
- 2000: Honest - colonna sonora del film Honest
- 2001: Maximum All Saints - Biografia non autorizzata contenente interviste

## Video musicali
| Anno | Singolo                                 | Regista             |
| ---- | --------------------------------------- | ------------------- |
| 1995 | "Silver Shadow"                         |                     |
| 1997 | "I Know Where It's At"                  | Alex Hemming        |
| 1997 | "If You Want To Party (I Found Lovin')" | Guy Nesbitt         |
| 1997 | "Never Ever"                            | Sean Ellis          |
| 1998 | "Under The Bridge"                      | Philip Andre        |
| 1998 | "Lady Marmalade"                        | Philip Andre        |
| 1998 | "Bootie Call"                           | Vaughn Arnell       |
| 1998 | "War Of Nerves"                         |                     |
| 1998 | "Never Ever (US Edition)"               | Big TV              |
| 2000 | "Pure Shores"                           |                     |
| 2000 | "Black Coffee"                          |                     |
| 2000 | "All Hooked Up"                         |                     |
| 2006 | "Rock Steady"                           | W.I.Z Factory Films |
| 2006 | "Chick Fit"                             |                     |